# 日照計

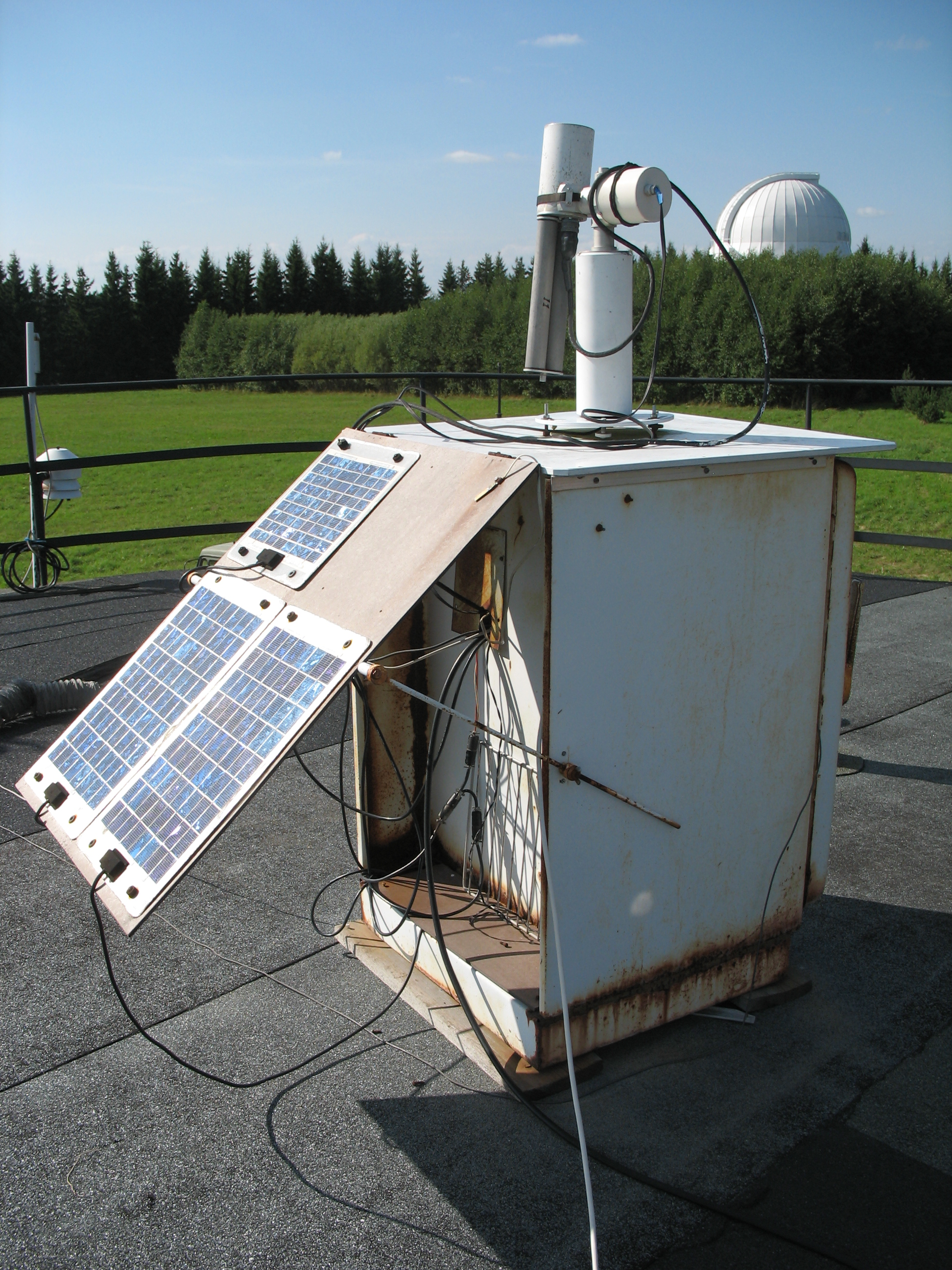

日照計是一種被設計指向太陽專門測量太陽光度的光度計。最近的日照計是合併一個太陽追蹤組件，配合適當的光學系統、電磁波頻譜的過濾設備、光電探測器和數據收集系統的自動化儀器。測定的量稱為直接太陽輻射率。
當日照計被安置在地球大氣層，所測量的輻射率與太陽的輻射率（地球大氣層外的輻射率）是不相等的，因為大氣層的吸收和散射會使太陽輻射量減少。因此測量得到的輻射量是太陽經由大氣發散之後的組合結果，這些數量之間的關聯可以參考比爾定律。
大氣層的效應可以利用蘭利推測與以消除，因此利用這種方法可以從地基的測量推算出在地球大氣層之外的輻射率。
一旦知道地球大氣層之外的輻射率，就可以利用日照計研究大氣層，特別是在確定大氣層的光深度上。同樣的，如果訊號在兩個或多個的光譜間隔時間上被測量，就可以選擇大氣層中不同成分的氣體進行研究，例如水蒸氣、臭氧等等。